# Viola Kibiwot
Viola Jelagat Kibiwot (née le 22 décembre 1983 dans le District de Keiyo) est une athlète kényane, spécialiste des courses de fond et du cross-country.

## Biographie
Elle remporte la médaille d'or du 1 500 m lors des championnats du monde juniors 2002 à Kingston, et s'adjuge par ailleurs, toujours en junior, deux titres mondiaux en cross-country en 2000 et 2002.
En 2007, elle se classe cinquième du 1 500 m des championnats du monde d'Osaka.

### Palmarès
| Date | Compétition                     | Lieu             | Résultat | Épreuve       |
| ---- | ------------------------------- | ---------------- | -------- | ------------- |
| 2000 | Championnats du monde de cross  | Vilamoura        | 3e       | Course junior |
| 2001 | Championnats du monde de cross  | Ostende          | 1re      | Course junior |
| 2001 | Championnats d'Afrique juniors  | Réduit           | 4e       | 800 m         |
| 2001 | Championnats d'Afrique juniors  | Réduit           | 4e       | 1 500 m       |
| 2002 | Championnats du monde de cross  | Dublin           | 1re      | Course junior |
| 2002 | Championnats du monde juniors   | Kingston         | 1re      | 1 500 m       |
| 2006 | Jeux du Commonwealth            | Melbourne        | 7e       | 1 500 m       |
| 2007 | Championnats du monde           | Osaka            | 5e       | 1 500 m       |
| 2007 | Finale mondiale de l'IAAF       | Stuttgart        | 4e       | 1 500 m       |
| 2010 | Jeux du Commonwealth            | New Delhi        | 7e       | 1 500 m       |
| 2011 | Championnats d'Afrique de cross | Le Cap           | 2e       | Individuel    |
| 2012 | Jeux olympiques                 | Londres          | 6e       | 5 000 m       |
| 2014 | Ligue de diamant                | Ligue de diamant | 3e       | 3 000 m       |
| 2015 | Ligue de diamant                | Ligue de diamant | 5e       | 3 000 m       |
| 2016 | Ligue de diamant                | Ligue de diamant | 4e       | 5 000 m       |

### Records
| Épreuve | Performance    | Lieu  | Date           |
| ------- | -------------- | ----- | -------------- |
| 1 500 m | 3 min 59 s 25  | Paris | 6 juillet 2012 |
| 3 000 m | 8 min 24 s 41  | Doha  | 9 mai 2014     |
| 5 000 m | 14 min 29 s 50 | Rabat | 22 mai 2016    |